# Valerij Bure
Valerij Vladimirovič Bure (Валерий Владимирович Буре;* 13. června 1974 v Moskvě) je bývalý ruský hokejový útočník.

## Hráčská kariéra
S hokejem začínal v rodném městě v týmu CSKA Moskva, kdy ve svojích 16 let debutoval v sovětské nejvyšší lize. Sezónu 1991/1992 však začal již v zámoří v západní hokejové lize (WHL) v týmu Spokane Chiefs kdy byl po své první sezóně v týmu draftován v NHL v roce 1992 ve 2. kole (celkově 33.) týmem Montreal Canadiens. Poté odehrál další dvě sezóny (1992/94) v týmu Chiefs a v sezóně 1992/93 se stal nejlepším hráčem v kanadském bodování se 147 body a nejlepším nahrávačem se 79 asistencemi. V sezóně 1994/1995 hrával převážně na farmě Canadiens v Fredericton Canadiens kde odehrál 42 zápasů a v týmu Canadiens odehrál 24 zápasů. V následujícím ročníku se už zařadil do pilíře týmu Canadiens kde odehrál dvě celé sezóny 1995/97. V sezóně 1997/98 odehrál za tým 50 zápasů než byl 1. února 1998 společně se 4. kolem draftu v roce 1998 (Shaun Sutter) vyměněn do týmu Calgary Flames za Jonase Höglundu a Zarleyho Zalapskim. V Calgary Flames strávil čtyři sezóny (1997/2000) kdy ve třetí sezóně v týmu Flames se stal nejlepším hráčem v kanadském bodování a nasbíral nejvíce bodů za jednu sezónu v NHL (75 bodů). 23. června 2001 byl společně s Jasonem Wiemerem vyměněn do týmu Florida Panthers za Roba Niedermayera a druhé kolo draftu v roce 2001 (Andrej Medveděv). Ve Floridě se potkal se svým bratrem Pavlem se kterým odehrál jednu sezónu. Ve druhé sezóně odehrál za Panthers 46 zápasů poté byl 11. března 2003 vyměněn do týmu St. Louis Blues za Mike Van Ryn. Za Blues dokončil sezónu 2002/03 kdy se poté vrátil zpět do Floridy kdy podepsal smlouvu jako volný hráč . Za Floridu odehrál 55 zápasů ve kterých zaznamenal 45 bodů a 8. března 2004 byl vyměněn do týmu Dallas Stars za Drewa Bagnalla a druhé kolo draftu v roce 2004 (Enver Lisin). Po sezóně 2003/04 podstoupil operaci zad a během výluky nehrál v žádném týmu. 12. srpna 2005 podepsal smlouvu s týmem Los Angeles Kings ale za tým neodehrál žádný zápas kdy ho pořád tížilo zranění . V rádiu Drew Marshall oznámil konec aktivní hokejové kariéry a chtěl trávit co nejvíce času se svými dětmi.

## Mimo hokej
Jeho otec Vladimír Bure je bývalý sovětský olympijský plavec a fitness trenér New Jersey Devils z NHL a jeho starší bratr Pavel Bure je bývalý lední hokejista který hrál v NHL. 22. června 1996 se oženil s herečku Candace Cameron a má s ní tři děti, Nataša Valerijevna Bure narozená v srpnu 1998, Lev Valerijevič Bure narozen v únoru 2000 a Maxim Valerijevič Bure narozen v lednu 2002. Poté, co odešel do hokejového důchodu, kdy v dubnu roku 2007 oznámila jeho manželka na svých webových stránkách že otevřeli novou restauraci s názvem Mléko a med Café v Pembroke Pines, Florida. Později se pustil do podnikání k výrobě víná, kde se spojil s dalšími podnikately a založil Rodinné víno Bure. V září roku 2010 začal s krasobruslení kdy dělal dvojici s Ekaterinou Gordeevou ve druhém ročníku v reality show Battle of the Blades kdy vyhráli soutěž.

## Ocenění a úspěchy
- 1993 WHL - První All-Star Tým
- 1994 WHL - Druhý All-Star Tým
- 1994 MSJ - All-Star Tým
- 1995 AHL - All-Star Game

## Prvenství
- Debut v NHL - 28. února 1995 (New York Islanders proti Montreal Canadiens)
- První gól v NHL - 15. března 1995 (Montreal Canadiens proti Pittsburgh Penguins, kanadskému brankáři Wendell Young)
- První asistence v NHL - 18. března 1995 (Montreal Canadiens proti Quebec Nordiques)
- První hattrick v NHL - 7. února 1998 (Calgary Flames proti Edmonton Oilers)

## Klubová statistika
| Sezóna       | Klub                  | Soutěž       |     | Základní část | Základní část | Základní část | Základní část | Základní část |    | Play off | Play off | Play off | Play off | Play off |
| Sezóna       | Klub                  | Soutěž       | Z   | G             | A             | B             | TM            | Z             | G  | A        | B        | TM       |          |          |
| 1990/1991    | CSKA Moskva           | SSSR         | 3   | 0             | 0             | 0             | 0             | —             | —  | —        | —        | —        |          |          |
| 1991/1992    | Spokane Chiefs        | WHL          | 53  | 27            | 22            | 49            | 78            | 10            | 11 | 6        | 17       | 10       |          |          |
| 1992/1993    | Spokane Chiefs        | WHL          | 66  | 68            | 79            | 147           | 49            | 9             | 6  | 11       | 17       | 14       |          |          |
| 1993/1994    | Spokane Chiefs        | WHL          | 59  | 40            | 62            | 102           | 48            | 3             | 5  | 3        | 8        | 2        |          |          |
| 1994/1995    | Fredericton Canadiens | AHL          | 45  | 23            | 25            | 48            | 32            | —             | —  | —        | —        | —        |          |          |
| 1994/1995    | Montreal Canadiens    | NHL          | 24  | 3             | 1             | 4             | 6             | —             | —  | —        | —        | —        |          |          |
| 1995/1996    | Montreal Canadiens    | NHL          | 77  | 22            | 20            | 42            | 28            | 6             | 0  | 1        | 1        | 6        |          |          |
| 1996/1997    | Montreal Canadiens    | NHL          | 64  | 14            | 21            | 35            | 6             | 5             | 0  | 1        | 1        | 2        |          |          |
| 1997/1998    | Montreal Canadiens    | NHL          | 50  | 7             | 22            | 29            | 33            | —             | —  | —        | —        | —        |          |          |
| 1997/1998    | Calgary Flames        | NHL          | 16  | 5             | 4             | 9             | 2             | —             | —  | —        | —        | —        |          |          |
| 1998/1999    | Calgary Flames        | NHL          | 80  | 26            | 27            | 53            | 22            | —             | —  | —        | —        | —        |          |          |
| 1999/2000    | Calgary Flames        | NHL          | 82  | 35            | 40            | 75            | 50            | —             | —  | —        | —        | —        |          |          |
| 2000/2001    | Calgary Flames        | NHL          | 78  | 27            | 28            | 55            | 26            | —             | —  | —        | —        | —        |          |          |
| 2001/2002    | Florida Panthers      | NHL          | 31  | 8             | 10            | 18            | 12            | —             | —  | —        | —        | —        |          |          |
| 2002/2003    | Florida Panthers      | NHL          | 46  | 5             | 21            | 26            | 10            | —             | —  | —        | —        | —        |          |          |
| 2002/2003    | St. Louis Blues       | NHL          | 5   | 0             | 2             | 2             | 0             | 6             | 0  | 2        | 2        | 8        |          |          |
| 2003/2004    | Florida Panthers      | NHL          | 55  | 20            | 25            | 45            | 20            | —             | —  | —        | —        | —        |          |          |
| 2003/2004    | Dallas Stars          | NHL          | 13  | 2             | 5             | 7             | 6             | 5             | 0  | 3        | 3        | 0        |          |          |
| Celkem v NHL | Celkem v NHL          | Celkem v NHL | 621 | 174           | 226           | 400           | 221           | 22            | 0  | 7        | 7        | 16       |          |          |

## Reprezentace
| Rok         | Tým         | Soutěž      | Z  | G | A | B | TM |
| ----------- | ----------- | ----------- | -- | - | - | - | -- |
| 1994        | Rusko 20    | MSJ         | 7  | 5 | 3 | 8 | 4  |
| 1994        | Rusko       | MS          | 6  | 3 | 0 | 3 | 2  |
| 1996        | Rusko       | SP          | 1  | 0 | 0 | 0 | 2  |
| 1998        | Rusko       | OH          | 6  | 1 | 0 | 1 | 0  |
| 2002        | Rusko       | OH          | 6  | 1 | 0 | 1 | 2  |
| Celkem v OH | Celkem v OH | Celkem v OH | 12 | 2 | 0 | 2 | 2  |